# Naissance en 1071
Naissance
- 1067
- 1068
- 1069
- 1070
- 1071
- 1072
- 1073
- 1074
- 1075

Cette page dresse une liste de personnalités nées au cours de l'année 1071 :
- 22 octobre : Guillaume IX d'Aquitaine, ou Guillaume VII, comte de Poitou, surnommé le Troubadour, comte de Poitiers sous le nom de Guillaume IX et duc d'Aquitaine et de Gascogne. Il est également le premier poète connu en occitan.

- Adélaïde de Kiev, impératrice du Saint-Empire et reine de Germanie.
- Fernando Díaz (en), noble espagnol et  militaire du royaume de León.
- Hugues de La Certa, chevalier devenu moine.

## Crédit d'auteurs
- Cet article est partiellement ou en totalité issu de l'article intitulé « 1071 » (voir la liste des auteurs).